# Graz Giants 2006
Questa voce raccoglie le informazioni riguardanti i Graz Giants nelle competizioni ufficiali e amichevoli della stagione 2006.

## Amichevoli
| Budapest 17 aprile 2006 | Budapest Wolves 2 | 12 – 14 | Graz Giants 2 | Wolves Stadion (300 spett.) |

## Statistiche di squadra
| Competizione | %Vittorie | In casa | In casa | In casa | In casa | In casa | In casa | In trasferta | In trasferta | In trasferta | In trasferta | In trasferta | In trasferta | Totale | Totale | Totale | Totale | Totale | Totale |
| Competizione | %Vittorie | G       | V       | N       | P       | Pf      | Ps      | G            | V            | N            | P            | Pf           | Ps           | G      | V      | N      | P      | Pf     | Ps     |
| ------------ | --------- | ------- | ------- | ------- | ------- | ------- | ------- | ------------ | ------------ | ------------ | ------------ | ------------ | ------------ | ------ | ------ | ------ | ------ | ------ | ------ |
| Amichevoli   | 1.000     | 0       | 0       | 0       | 0       | 0       | 0       | 1            | 1            | 0            | 0            | 14           | 12           | 1      | 1      | 0      | 0      | 14     | 12     |
| Totale       | 1.000     | 0       | 0       | 0       | 0       | 0       | 0       | 1            | 1            | 0            | 0            | 14           | 12           | 1      | 1      | 0      | 0      | 14     | 12     |